# Ledkové doly Humberstone a Santa Laura
Ledkové doly Humberstone and Santa Laura se nacházejí u Pozo Almonte v regionu Tarapacá na severu Chile. V této oblasti je až 200 drobných ledkových dolů, které byly v provozu od konce 19. století. Ledek zde těžilo množství dělníků z Chile, Peru a Bolívie. Areál je ve správě soukromého subjektu, Corporación Museo del Salitre (anglicky Salpeter Museum Corporation), pod dohledem chilské Národní rady památek (Consejo de Monumentos Nacionales).
Od roku 2005 do roku 2019 byly doly součástí světového dědictví UNESCO i seznamu světového dědictví v ohrožení.

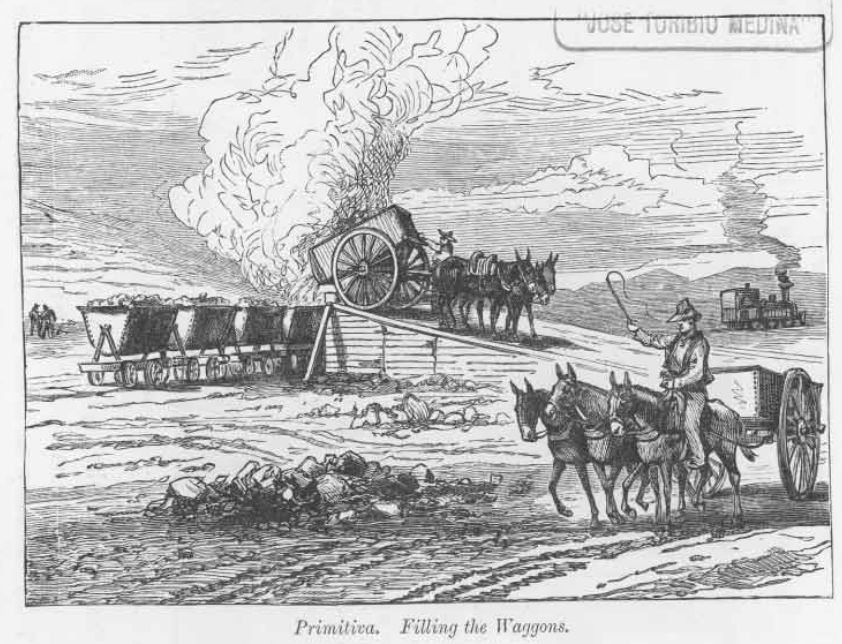
Těžba ledku v oblasti Tarapacy. Ilustrace Meltona Priora ke knize Williama Howarda Russella "A Visit to Chile and the Nitrate Fields of Tarapaca" z roku 1890